# Arsoli
Arsoli est une commune italienne de la ville métropolitaine de Rome Capitale dans la région Latium en Italie.

## Géographie

### Communes limitrophes
Arsoli est attenant aux communes de Cervara di Roma, Marano Equo, Oricola, Riofreddo, Rocca di Botte et Roviano.

## Administration
| Période                                  | Période | Identité        | Étiquette     | Qualité |
| ---------------------------------------- | ------- | --------------- | ------------- | ------- |
| 26 mai 2014                              |         | Gabriele Caucci | Liste civique |         |
| Les données manquantes sont à compléter. |         |                 |               |         |

### Jumelage
- Blagaj (Bosnie-Herzégovine)

## Personnalités liées à la commune
- Le condotiere Amico d'Arsoli
- Le dramaturge Luigi Pirandello séjournait fréquemment l'été dans la ville.